# Jungdeutsche Partei in Polen
De Jungdeutsche Partei in Polen (Pools: Partia Młodoniemiecka w Polsce) was een in 1931 in Bielsko-Biała opgerichte vereniging voor de Duitse minderheid in Polen.
Vanaf 1932 was de Jungdeutsche Partei in Polen actief in Opper-Silezië en vanaf 1934 ook in Groot-Polen, Pommerellen en in de regio Łódź. Vanuit nazi-Duitsland werd de beweging financieel en logistiek ondersteund door de Verein für das Deutschtum im Ausland waardoor de partij een duidelijke nationaalsocialistische koers kreeg. In woord had de partij zich loyaal verklaart aan de Poolse staat maar streefde in feite de ondergang ervan na.
De partij werd geleid door Rudolf Wiesner en had halverwege de jaren 30 circa 50.000 leden met name onder jongere Stadsbewoners en boeren. Vanaf 1933 verscheen in Katowice de partijkrant Der Aufbruch. In september 1939, na de inname van Polen door de Duitse Wehrmacht werd de partij door bezetters ontbonden. 